# Images (filme)
Images (bra: Imagens; prt: A Sombra do Duplo Amante), eventualmente citado como Robert Altman's Images, é um filme irlando-britano-americano de 1972, dos gêneros drama e suspense, escrito e dirigido por Robert Altman, com roteiro baseado no romance In Search of Unicorns, de Susannah York, escrito ainda durante as filmagens.
O filme acompanha uma instável autora de livros infantis que se vê envolvida em aparições e alucinações enquanto permanece em sua remota casa de férias.

## Prêmios e indicações
| Prêmio/evento           | Categoria                | Recipiente      | Resultado |
| ----------------------- | ------------------------ | --------------- | --------- |
| Oscar 1973              | Melhor trilha sonora     | John Williams   | Indicado  |
| Festival de Cannes 1972 | Melhor atriz             | Susannah York   | Venceu    |
| Globo de Ouro 1973      | Melhor filme estrangeiro | Robert Altman   | Indicado  |
| BAFTA 1973              | Melhor cinematografia    | Vilmos Zsigmond | Indicado  |

## Elenco
- Susannah York como Cathryn
- René Auberjonois como Hugh
- Marcel Bozzuffi como Rene
- Hugh Millais como Marcel
- Cathryn Harrison como Susannah

## Sinopse
Cathryn (Susannah York), uma opulenta dona de casa e autora de livros infantis, recebe uma série de telefonemas misteriosos e perturbadores em sua casa em Londres numa noite monótona. A voz feminina do outro lado da linha insinua satiricamente que o esposo de Cathryn, Hugh (René Auberjonois), está tendo um caso com uma mulher.
Hugh chega em casa e encontra Cathryn em completa desordem. Ele tenta consolá-la, mas de repente ele desaparece, e ela vê um homem diferente que age como se ele fosse o marido dela. Ela grita aterrorizada e se afasta, só depois vê que a aparição transformou-se em seu marido.
Hugh atribui o estresse e a possível gravidez à explosão de raiva de Cathryn. Ele decide tirar férias em uma remota casa de campo no interior. Mas à medida que ela reside lá, Cathryn investiga ilusões misteriosas e ela acha difícil determinar o que é real e o que é fruto de sua imaginação.

## Recepção
Roger Ebert deu a Images três estrelas de quatro, recomendando o filme aos fãs da filmografia de Altman, mas ressalvando que o filme "inspira mais admiração que envolvimento; é um sucesso técnico, mas não completamente emocional".